# 이선민 (1988년)
이선민(1988년 3월 19일 ~ )은 대한민국의 희극인이다. 2016년 SBS 16기 공채 개그맨으로 데뷔했으며 동기 개그맨인 조훈과 함께 유튜브 채널 면상들을 운영했다.

## 학력
- 숭실대학교 경영학 학사
- 경구고등학교 (2004 ~ 2007)

## 방송
- 웃음을 찾는 사람들 (SBS)
  - 쫑구는 에이스 (2016.10.05 ~ 2017.01.04.)
  - 애들의 세상을 키우자 (2016.11.30 ~ 2017.03.01.)

## 영화
- 그 시절, 우리가 좋아했던 소녀 (2025년) - 담임 선생님 역